# 서울화계초등학교 축구부
서울화계초등학교 축구부는 대한민국 서울특별시에 있는 초등학교 축구부이다. 서울화계초등학교가 운영했었던 축구부로 1990년에 창단 됐었다.

## 참고 자료
- “KFA 통합경기정보 시스템”. 대한축구협회.

## 같이 보기
- 서울화계초등학교